# Сопду
| M44 | G13 |

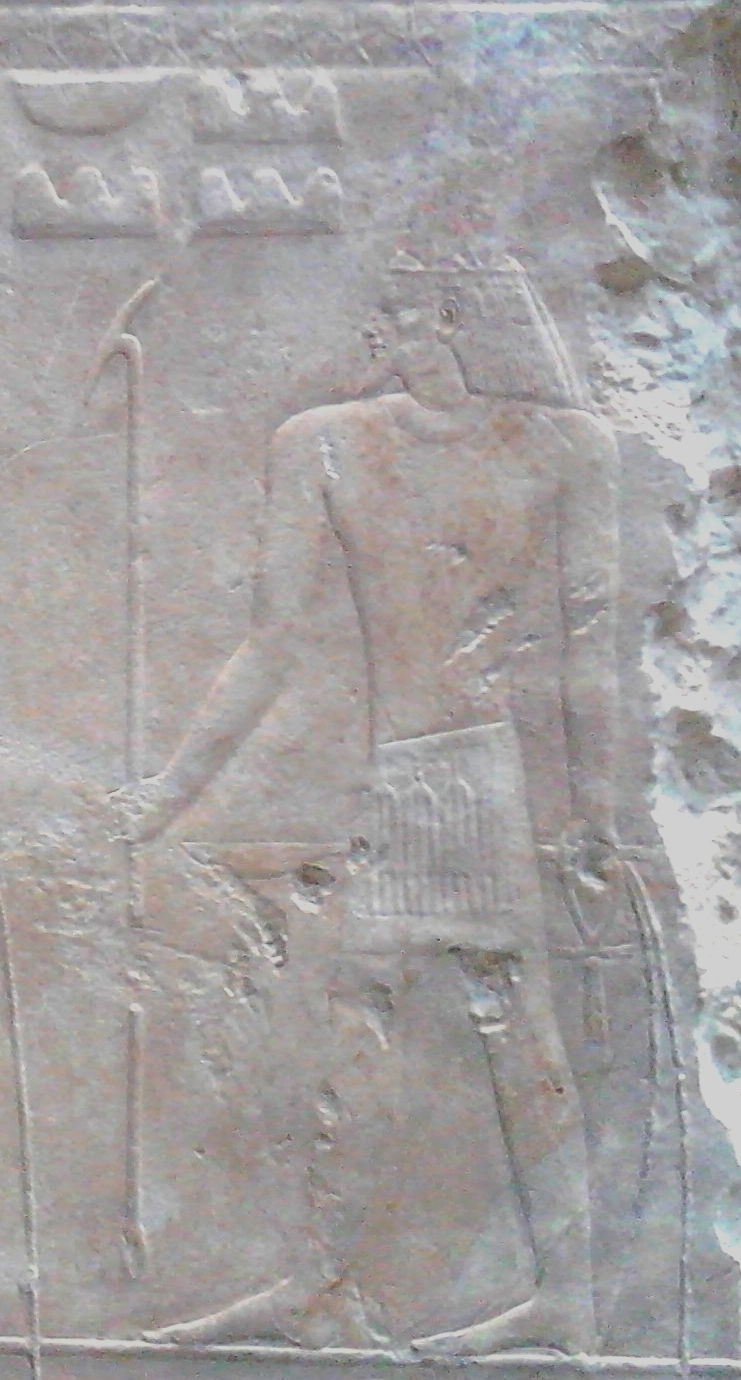
Сопду на барельефе из гробницы Сахуры. Новый музей. Берлин.

Сопду (Сопту) — в древнеегипетской мифологии бог-защитник (видимо, семитского происхождения) северо-восточных границ Древнего Египта от агрессивных номадов и других внешних врагов Египта. Изображался в семитской манере: в образе бородатого мужчины с длинными волосами и двумя перьями на голове. Реже изображался в образе сокола. Функции Сопду предусматривали также то, что он считался покровителем египтян в борьбе с гиксосами и в завоевательных походах на Синай и в Восточное Средиземноморье.